# Bilecik
Bilecik (Bilejik o Biledjik) és una ciutat de Turquia, capital de la província de Bilecik i del districte del seu nom, dins de la regió de la Màrmara. Té una població de 34.105 habitants (2000)

## Història
En època clàssica fou coneguda com a Agrilion que els romans van convertir en Agrillum que apareix a la Taula de Peutinger. Fou després la romana d'Orient Βηλόχωμα (Belokeme). Està situada a la vora del Kara Su afluent del Sangari. Conquerida pels otomans segurament el 1302, va formar part més tard de l'eyalat d'Anadolu i encara més tard va esdevenir capital d'un sandjak anomenat Ertoghul al wilayat de Khudawendigar (Brusa). La seva economia es basava en seda i la seva economia va patir greument durant la I Guerra Mundial; va ser ocupada pels grecs el 1921 i reconquerida pels turcs la tardor del 1922. La seva població el 1950 era de 4900 habitants. Modernament la seva economia està en part basada en el turisme per les nombroses cases d'època otomana que hi ha a la ciutat; la ciutat és membre de la European Association of Historic Towns and Regions (EAHTR). i inclou els mausoleus del xeic Edebali, que va tenir un paper destacat en la fundació de l'Imperi Otomà, i del ghazi Orhan. A uns 30 km hi ha la vila de Sogut que fou el primer lloc de Bitínia on Osman I i els seus turcmans es van establir enfront dels romans d'Orient.